# Kathedrale von Senlis

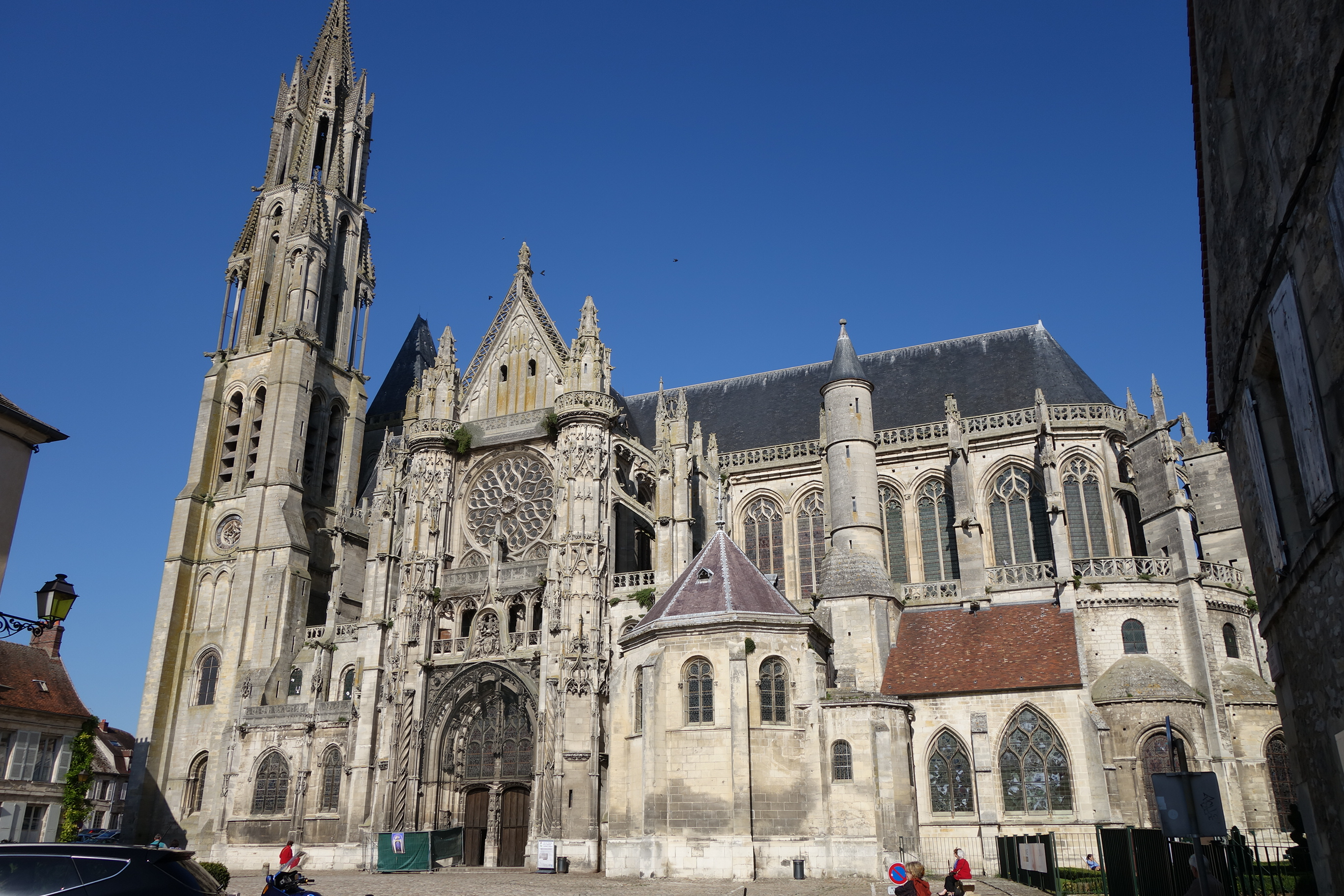
Notre-Dame de Senlis von Süden

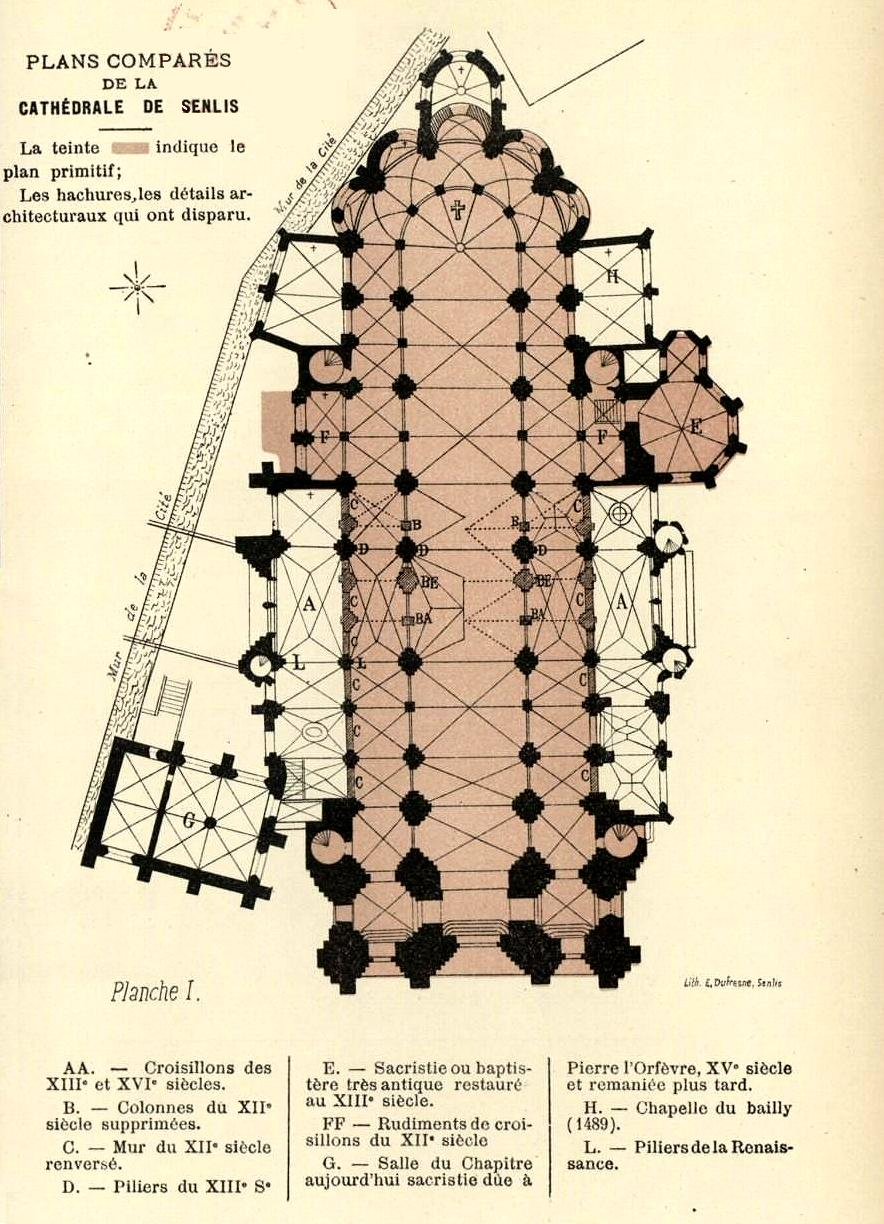
Grundriss

Notre-Dame de Senlis ist eine gotische ehemalige Kathedrale in Senlis, Département Oise, Frankreich. Erbaut wurde sie zwischen 1153 und 1191. Die Westfassade entstand um 1170, der Südturm in der Mitte des 13. Jahrhunderts, sein Obergeschoss ist den Türmen der Kathedrale von Laon nachempfunden. Die Bedeutung der Kirche liegt in ihrem „Marienportal“. Das Gebiet des in der Französischen Revolution aufgehobenen Bistums Senlis gehört seit 1822 zum Bistum Beauvais.

## Innenraum
Das Langhaus zeigt einen dreiteiligen Wandaufriss mit Emporen. Die Wandfläche ist betont. Nach einem Brand 1504 wurde das Mittelschiff um sechs Meter erhöht und die Wand im spätgotischen Flamboyantstil ohne Triforium neugebaut. Nur die unteren Partien innen und außen stammen aus dem 12. Jahrhundert.
Das Querhaus stammt aus der Mitte des 13. Jahrhunderts. Die südliche Querhaus-Fassade wurde – nach dem Brand von 1504 – bis 1534 erneuert und ähnelt nun derjenigen in Beauvais und Évreux. Die nördliche Querhaus-Fassade folgte 1560.
Der Chor zeigt im zentralen Fenster in der Mitte der Emporenhöhe „Maria und Kind mit zwei Engeln“, die aus dem Dienstbündel herauswachsen, eine barocke Raumkomposition nach dem Vorbild des römischen Bildhauers Gian Lorenzo Bernini.
Die Achskapelle wurde um 1850 neu gestaltet.
Die innere Länge der Kirche beträgt 70,2 m, die Höhe des Mittelschiffs 18 m, die Breite des Mittelschiffs 9,2 m.

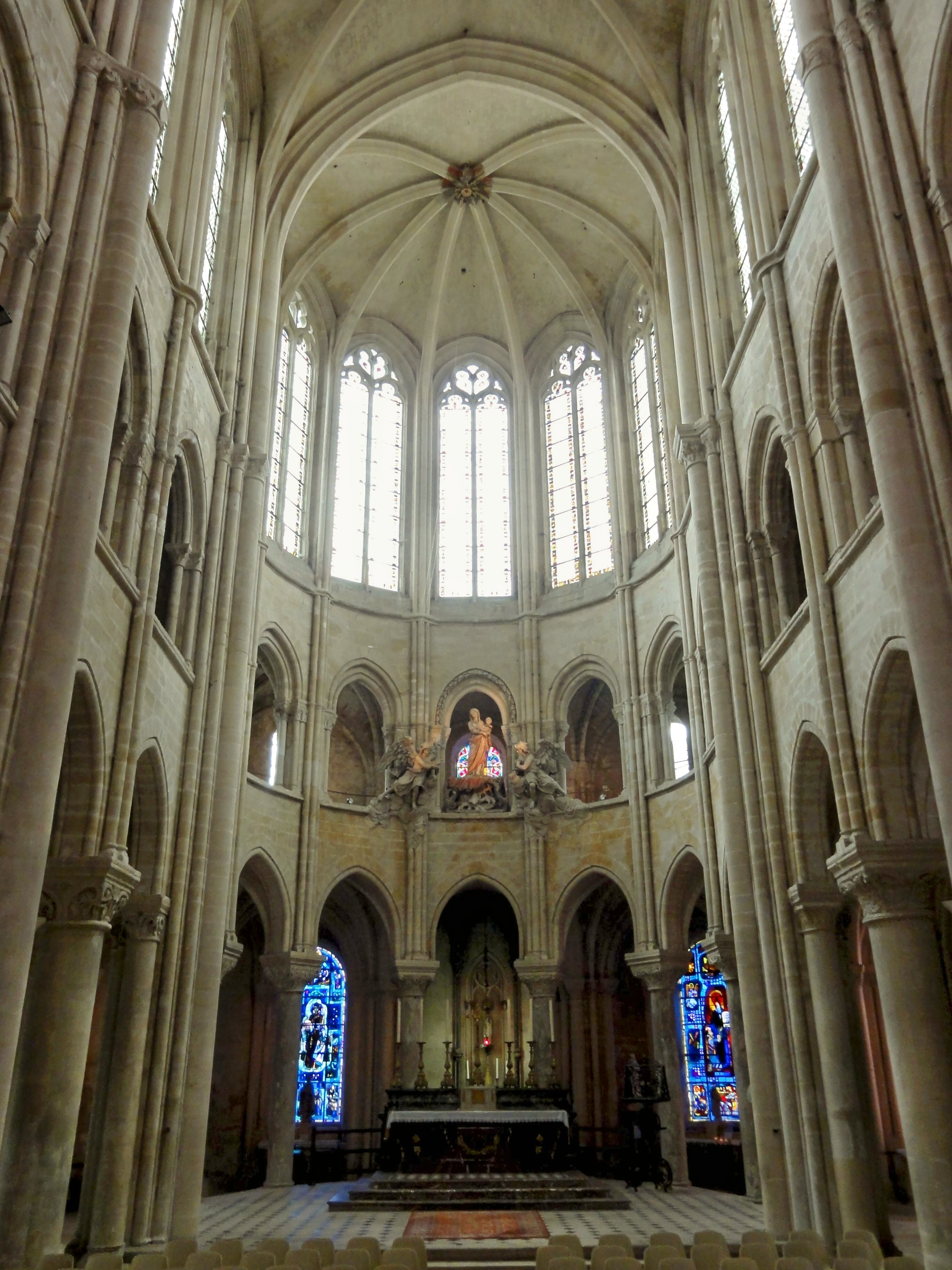
Chorschluss
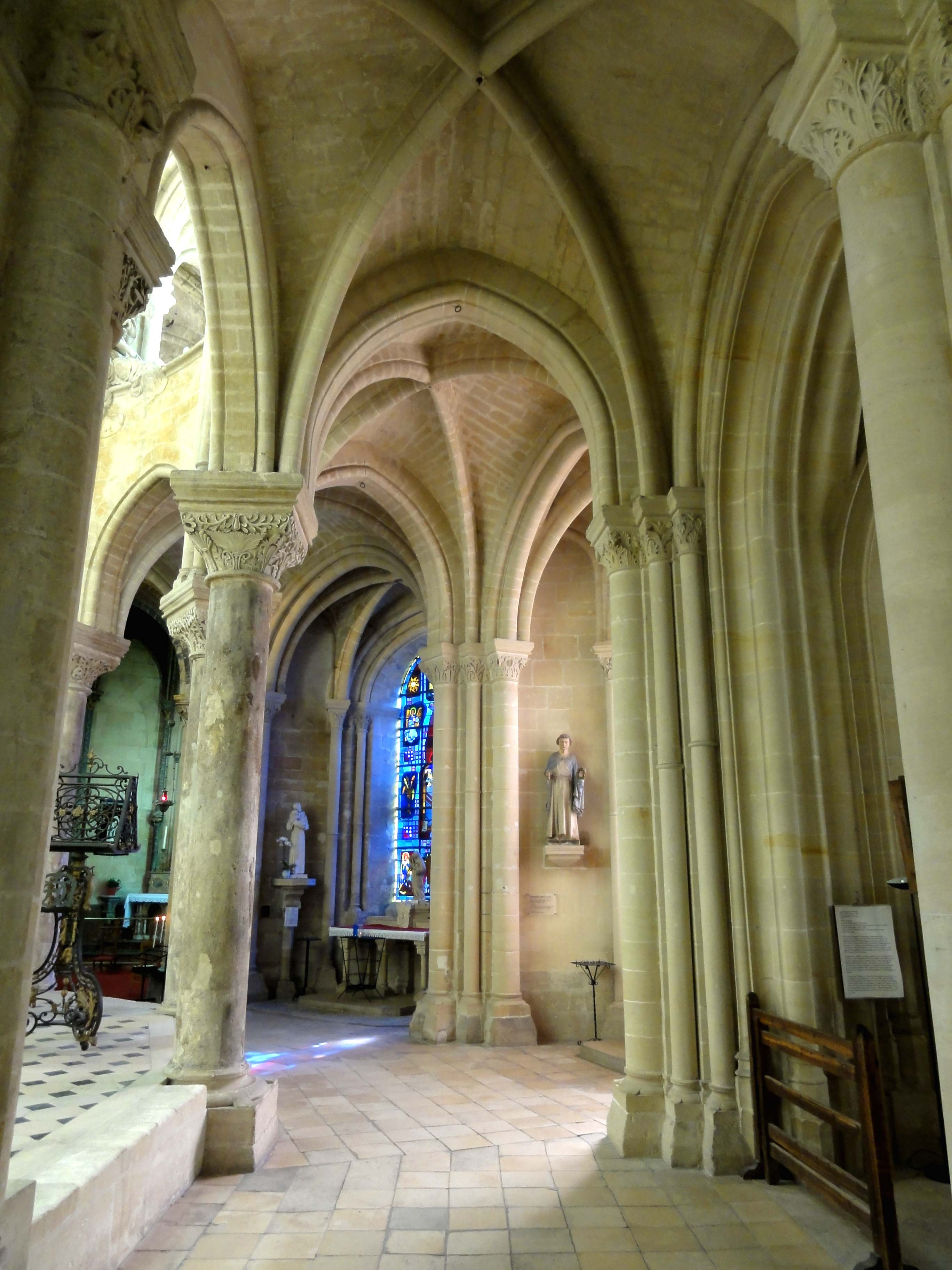
Chorumgang
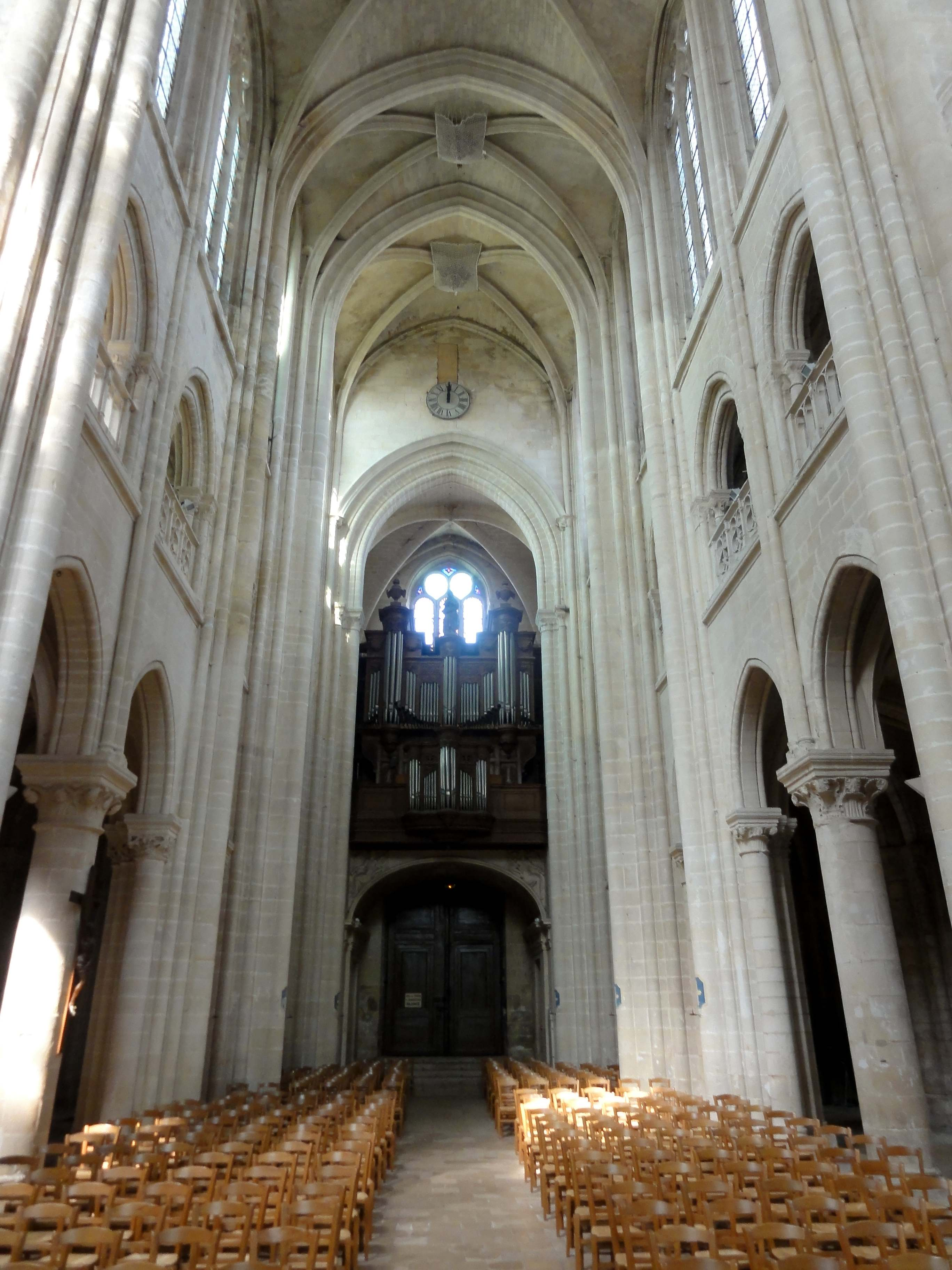
Schiff
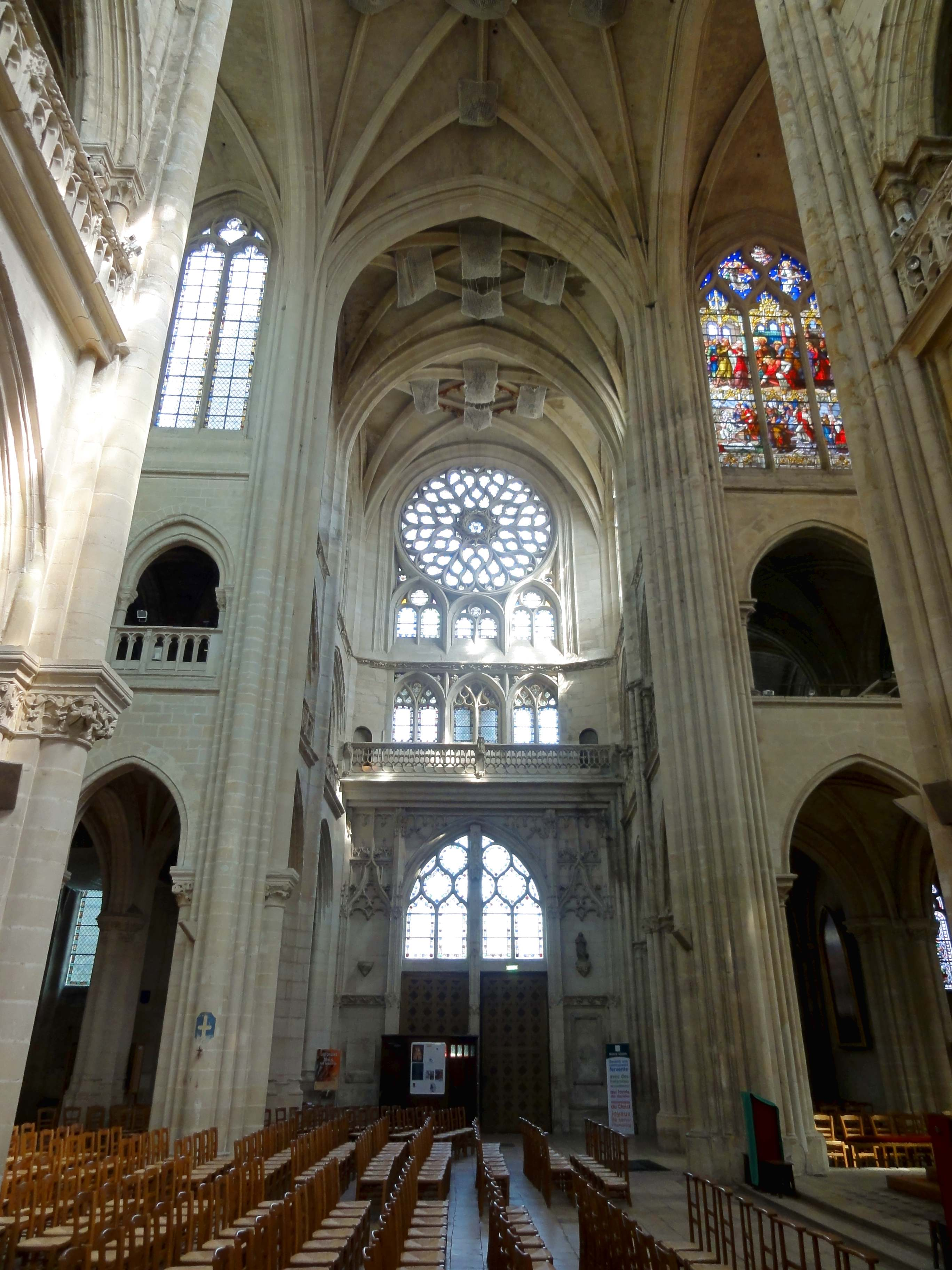
Querhaus nach Norden
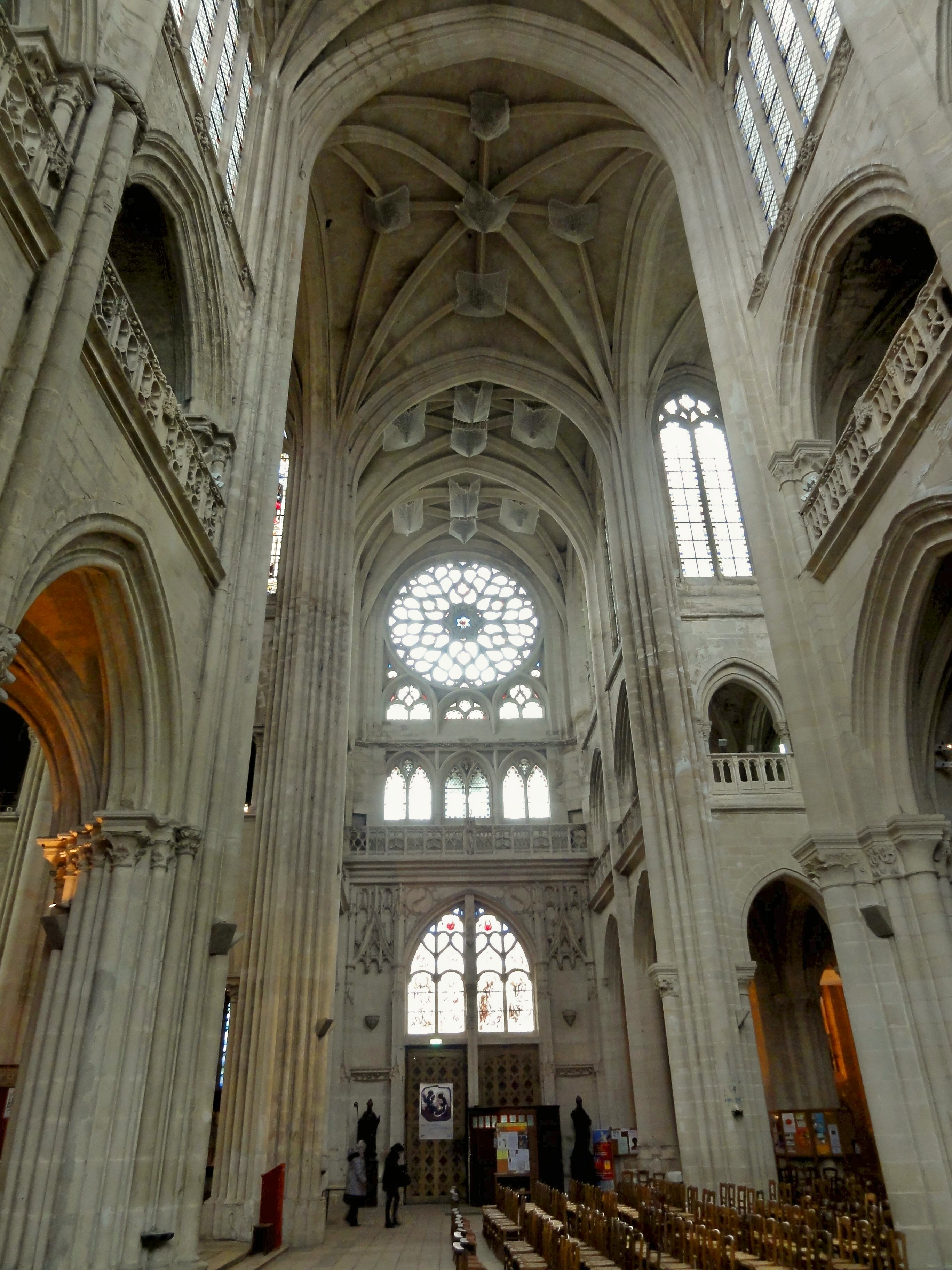
Querhaus nach Süden
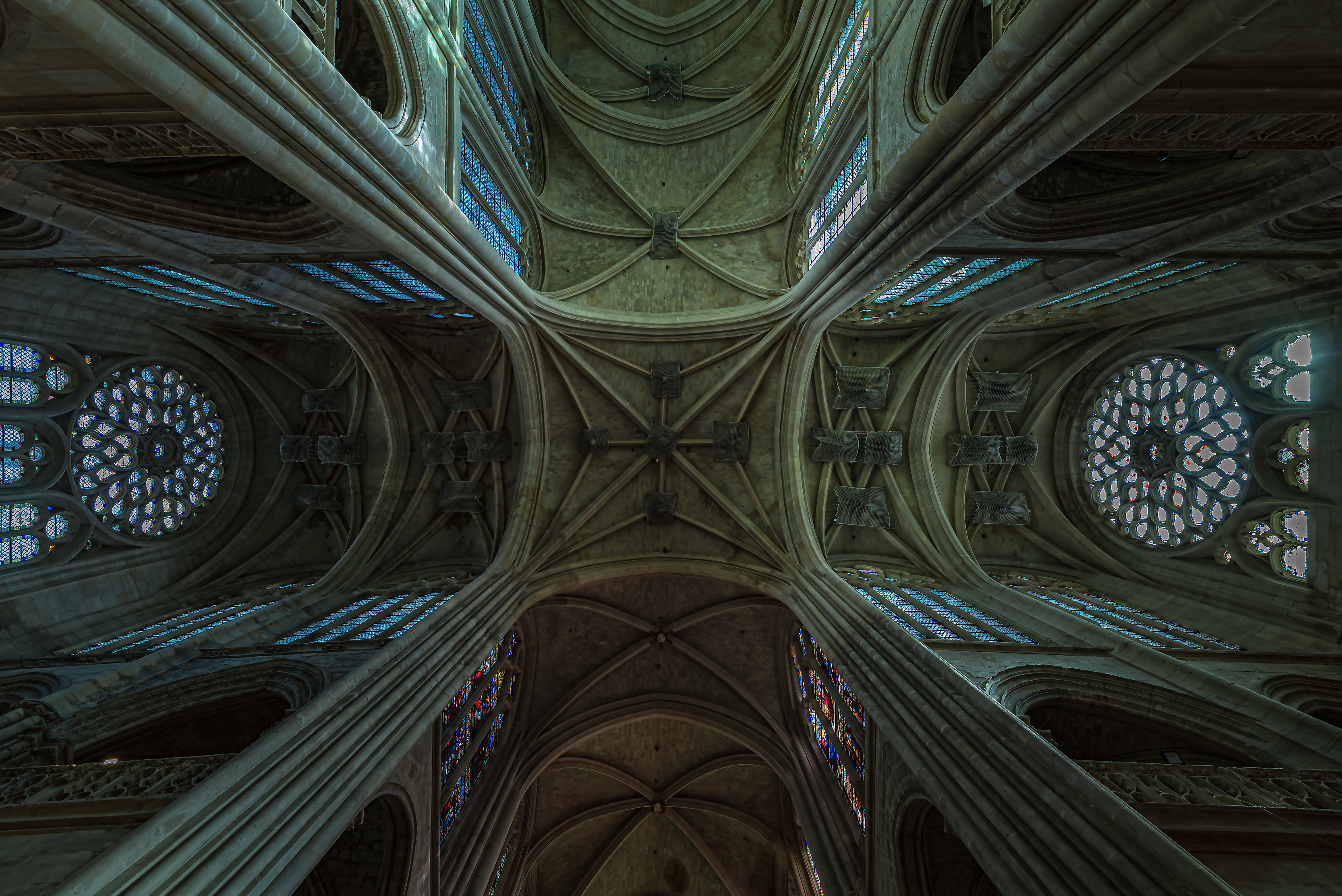
Blick in die Vierung

## Westportal (Marienportal)

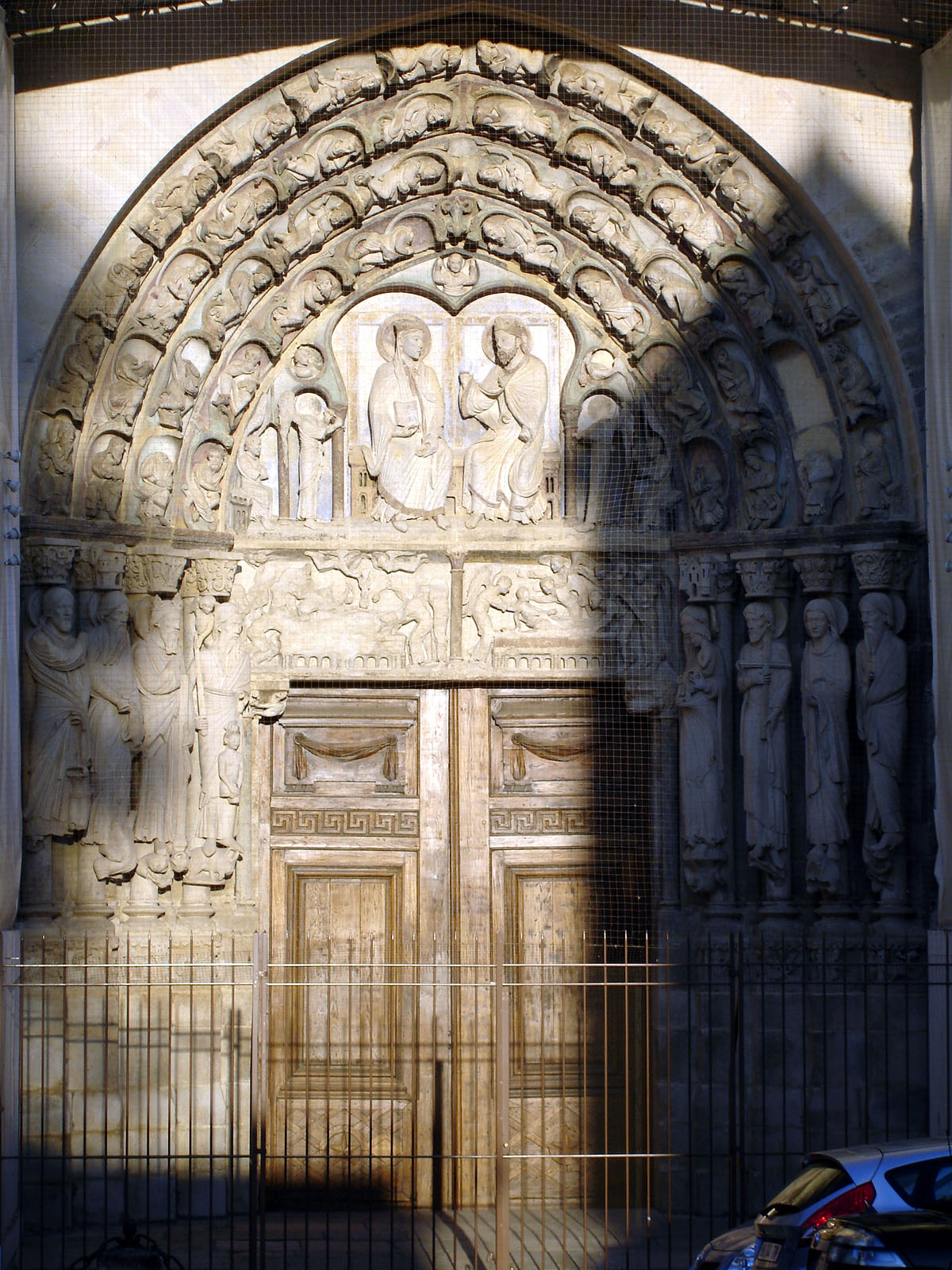
Westportal mit Marienkrönung

Das Tympanon aus dem Jahr 1170 zeigt zum ersten Mal eine „Marienkrönung“ statt wie bisher üblich das „Jüngste Gericht“. Der gesteigerte Marienkult zeugt für eine zunehmende ‚Vermenschlichung’ des Göttlichen. Das Senliser Portal hatte großen Einfluss auf die Plastik der kommenden Zeit.
Der Türsturz zeigt links die „Grablegung Mariae“, rechts die „Leibliche Erhebung Mariae durch Engel“. In der Verschiedenheit der Haltungen, in der Sicherheit und Ausdrucksstärke der Bewegungen steckt ein Erfassen des Lebendigen, das sich weit mehr als früher beseelter Lebendigkeit nähert.

## Orgel
Die erste Orgel wurde 1647 von einem unbekannten Orgelbauer für die St.-Vincent-Abtei in Senlis erbaut, und 1808 in der Kathedrale aufgestellt. Das Instrument wurde mehrfach restauriert und erweitert, u. a. von dem Orgelbauer Joseph Merklin im Jahre 1874, und von dem Orgelbauer Roger Lambert in den Jahren 1971–1974. Es hat heute 61 Register auf vier Manualen und Pedal. Die Spiel- und Registertrakturen sind mechanisch.
| I Positif C–g3 |        |
| Montre         | 8′     |
| Bourdon        | 8′     |
| Prestant       | 4′     |
| Nazard         | 2 ⁄3′  |
| Doublette      | 2′     |
| Tierce         | 1 3⁄5′ |
| Fourniture III |        |
| Cromorne       | 8′     |

| II Grand Orgue C–g3 |       |
| Montre              | 16′   |
| Bourdon             | 16′   |
| Montre              | 8′    |
| Flûte harmonique    | 8′    |
| Salicional          | 8′    |
| Prestant            | 4′    |
| Quinte              | 2 ⁄3′ |
| Doublette           | 2′    |
| Fourniture IV       |       |
| Cymbale III         |       |
| Cornet V            |       |
| Bombarde            | 16′   |
| Trompette           | 8′    |
| Trompette en cham.  | 8′    |
| Clairon             | 4′    |
| Clairon en cham.    | 4′    |

| Récit expressif C–g3 |    |
| Cor de nuit          | 8′ |
| Gambe                | 8′ |
| Voix céleste         | 8′ |
| Flûte traversière    | 8′ |
| Flûte                | 4′ |
| Flûte                | 2′ |
| Plein Jeu IV         |    |
| Trompette            | 8′ |
| Voix humaine         | 8′ |
| Hautbois             | 4′ |

| IV Solo expressif C–g3 |        |
| Bourdon                | 16′    |
| Principal              | 8′     |
| Quintaton              | 8′     |
| Flûte douce            | 4′     |
| Doublette              | 2′     |
| Tierce                 | 1 3⁄5′ |
| Larigot                | 1 ⁄3′  |
| Fourniture III         |        |
| Douçaine               | 16′    |
| Trompette              | 8′     |
| Clairon                | 4′     |

| Pédale C–g1      |     |
| Soubasse         | 32′ |
| Contrebasse      | 16′ |
| Soubasse         | 16′ |
| Basse            | 8′  |
| Bourdon          | 8′  |
| Violoncelle      | 8′  |
| Flûte            | 4′  |
| Principal        | 4′  |
| Fourniture IV    |     |
| Bombarde         | 16′ |
| Trompette        | 8′  |
| Trompette (G.O.) | 8′  |
| Clairon (G.O.)   | 4′  |
| Clairon (G.O.)   | 4′  |